# Pericei
Pericei (węg. Szilágyperecsen) – wieś w Rumunii, w okręgu Sălaj, w gminie Pericei. W 2011 roku liczyła 2785 mieszkańców.